# Hsunycteris thomasi
Hsunycteris thomasi (Allen, 1904) è un pipistrello della famiglia dei Fillostomidi diffuso in America centrale e meridionale.

## Descrizione

### Dimensioni
Pipistrello di piccole dimensioni, con la lunghezza della testa e del corpo tra 46 e 57 mm, la lunghezza dell'avambraccio tra 29 e 34 mm, la lunghezza della coda tra 4 e 9 mm, la lunghezza del piede tra 7 e 10 mm, la lunghezza delle orecchie tra 9 e 16 mm e un peso fino a 7 g.

### Aspetto
La pelliccia è di lunghezza media e morbida. Le parti dorsali sono marroni scure con la base dei peli grigio chiara o bianca, mentre le parti ventrali sono marroni. Il muso è lungo, con il labbro inferiore attraversato da un profondo solco longitudinale contornato da due cuscinetti carnosi e che si estende ben oltre quello superiore. La foglia nasale è lanceolata, ben sviluppata e con la porzione anteriore saldata al labbro superiore. Le orecchie sono corte, triangolari con l'estremità arrotondata e ben separate tra loro. Il trago è piccolo e triangolare. Le membrane alari sono marroni scure e attaccate posteriormente sulle caviglie. La coda è corta e fuoriesce con l'estremità dalla superficie dorsale dell'uropatagio. Il calcar è più corto del piede. Il cariotipo è 2n=30-32 FNa=34-38.

## Biologia

### Comportamento
Si rifugia in piccoli gruppi all'interno di piccole grotte e cavità degli alberi.

### Alimentazione
Si nutre di nettare, insetti e probabilmente di frutta e polline.

## Distribuzione e habitat
Questa specie è diffusa a Panama, Colombia, Venezuela, Guyana, Suriname, Guyana francese, Ecuador, Perù, Brasile settentrionale, occidentale e centrale, Bolivia settentrionale.
Vive foreste tropicali sempreverdi e spianate fino a 850 metri di altitudine.

## Conservazione
La IUCN Red List, considerato il vasto areale, l'abbondanza e la popolazione numerosa, classifica H.thomasi come specie a rischio minimo (Least Concern)).